# Tetzelstein

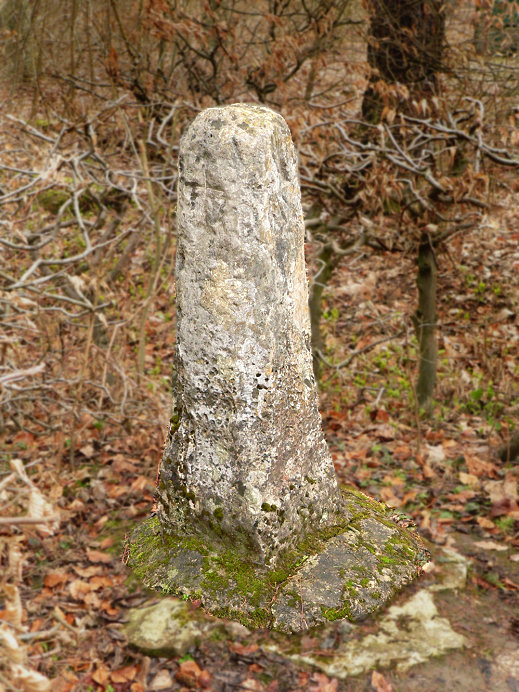
Der 88 cm hohe Tetzelstein

Der Tetzelstein ist ein sagenumwobener Stein nahe einem Ausflugsziel mit einer gleichnamigen Waldgaststätte in etwa 300 m ü. NHN auf dem Elm, einem Höhenzug rund 20 Kilometer östlich von Braunschweig. Der Stein erinnert an den Dominikaner und Ablassprediger Johann Tetzel (1465–1519), der einer Sage nach in der Nähe beraubt oder erschlagen worden sein soll.

## Stein
Der viereckige Tetzelstein ragt bei einer Gesamtlänge von 1,36 m nur 88 cm aus dem Boden. Erstmals wurde er 1676 als der Stein auf dem Großen Rode (der großen Rodung) urkundlich erwähnt. 1935 erfolgte eine Ausgrabung des Steins mit Untersuchung durch den Landesarchäologen Hermann Hofmeister. Er besteht aus in der Nähe gewonnenem Elmkalkstein. Der vorgefundene Standort war nicht der ursprüngliche, und der Stein wurde 1935 an seinen heutigen, vermutlich ursprünglichen Standort versetzt. 1839 wurde der Stein wahrscheinlich bei Fahrbarmachung des „Hagenweges“ nach Warberg (jetzt der in östliche Richtung verlaufende Tetzelweg) auf die Mitte des vor dem Denkmal befindlichen Rondells umgesetzt und 1856 mit einem Eisengitter umgeben.
Heute steht der unscheinbare Stein, umgeben von einer Hainbuchenhecke, auf einer Waldlichtung des Elms nahe der gleichnamigen Waldgaststätte, die ein beliebtes Ausflugsziel ist.

## Denkmal

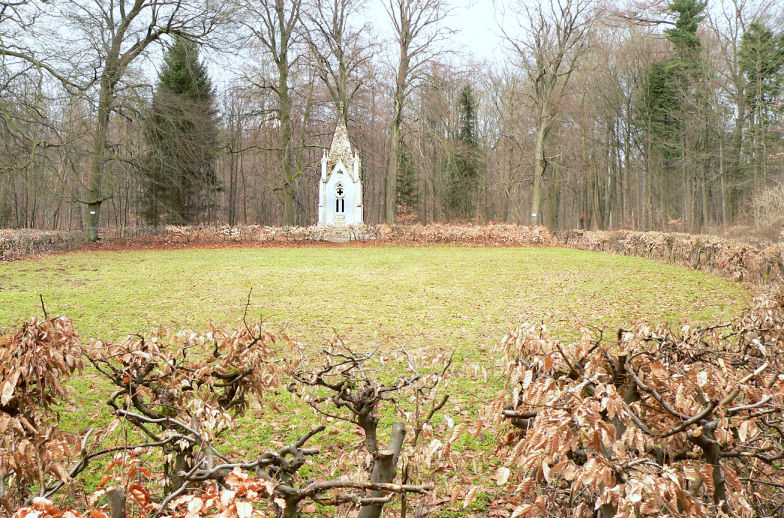
Das Rasenrondell mit dem Denkmal für den Tetzelstein

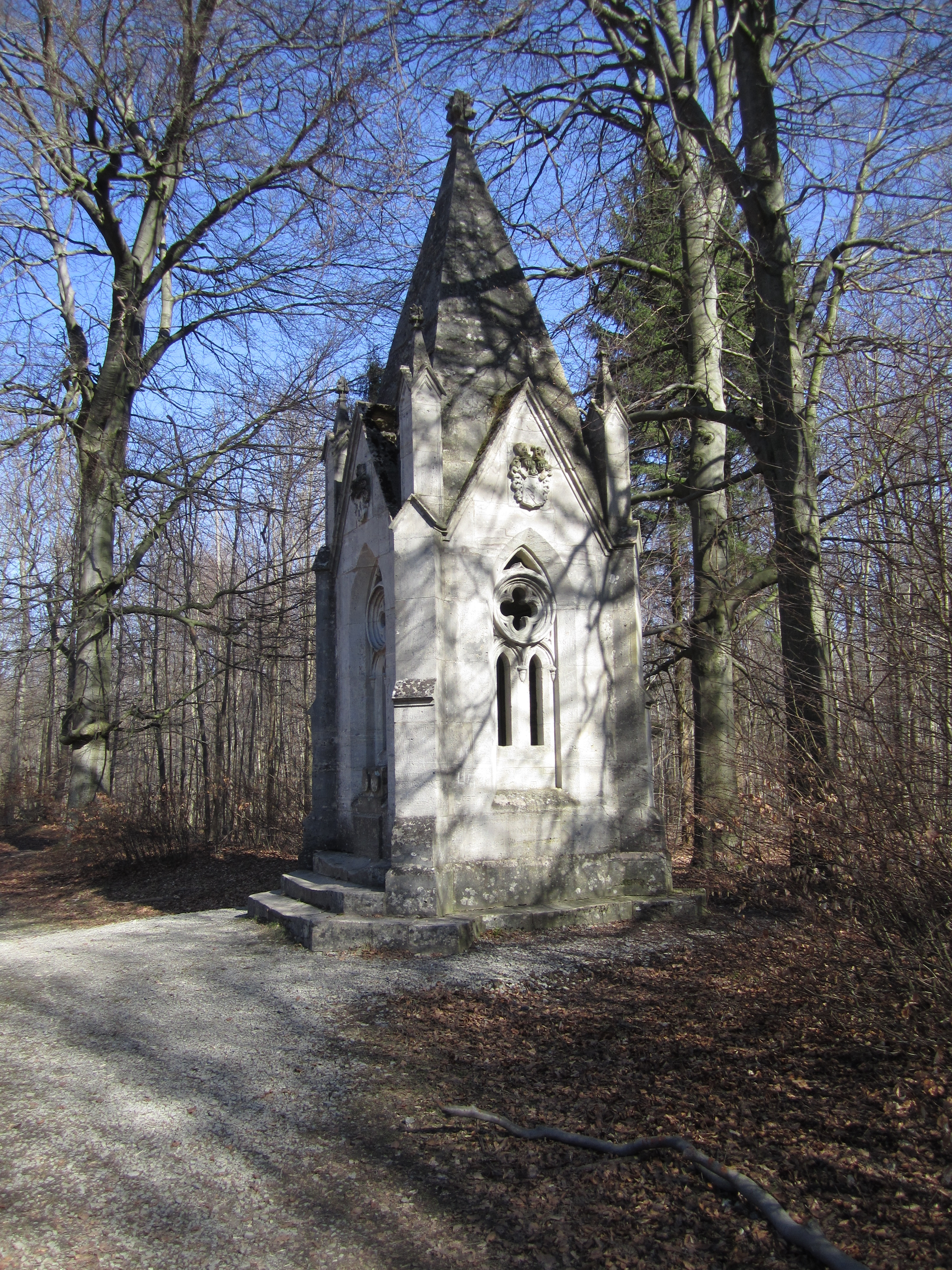
Denkmal unweit des Tetzelsteins

1846 errichtete der braunschweigische Oberhofmarschall Anton Reinhold Edler von Lübeck (1783–1863) ein acht Meter hohes Denkmal aus hellgelbem Elmkalkstein im neugotischen Stil. Das große und ins Auge fallende Denkmal wird oft irrtümlich für den Tetzelstein gehalten, der sich aber etwa 100 m davon entfernt befindet. Im Inneren des Denkmals findet sich eine schriftliche Beschreibung des angeblichen Überfalls.

## Sage
Der Sage nach soll 1518 unter dem Stein ein Ablassprediger begraben worden sein. In einem historischen Bericht, der heute im Landesarchiv Wolfenbüttel aufbewahrt wird (Archivsignatur: LB 1225 Bd. 8 Blatt 238), beschrieb ein Pfarrer aus Sambleben am Elm im 18. Jahrhundert als Erster schriftlich das Geschehen:
„Auf dem Großen Rode am Wege nach Königslutter steht ein Stein… Oben ist ein Stern eingehauen. Unter diesem Stein soll ein Ablassprediger begraben sein. Dieser hätte wollen nach Königslutter reisen, ein Edelmann aber aus Küblingen, der zuvor Ablass auf eine erst vornehmen wollende Mordtat von ihm gekauft, hätte ihn daselbst erschossen und beraubt: So sagt man.“
Der Tetzelstein weist tatsächlich am oberen Ende ein „eingehauenes“ Kreuz auf, so dass er durchaus zur Sühne für die Ermordung eines Menschen errichtet worden sein könnte.
Eine tatsächliche Anwesenheit Tetzels in der Elm-Region lässt sich historisch nicht belegen. Er kündigte lediglich im Juni 1517 in einem Brief an den Abt des Klosters Königslutter einen möglichen Besuch an. Auch das Auftauchen von angeblichen Ablasskästen Tetzels in Braunschweig und Küblingen ist bei der Vielzahl derartiger Kästen kein Beweis für seine Anwesenheit. Es gibt Hinweise, dass die Sage vom Tod des Ablasspredigers am Elm durch evangelische Reformatoren im 16. Jahrhundert gefördert wurde. Dafür sorgte vor allem der neben Martin Luther bedeutsame Philipp Melanchthon, der erstmals den Namen Tetzel für das Mordopfer ins Spiel brachte.
Wilhelm Bode, 1825 bis 1848 Stadtdirektor von Braunschweig, wandelte später die Sage aufgrund der zu dieser Zeit geltenden humanitären Strömungen mildernd ab. Er nannte einen „Ritter von Hagen vom Hagenhof“ bei Königslutter als Täter. Dieser habe den Ablassprediger Johann Tetzel nach vorherigem Kauf eines Ablassbriefes nur gezüchtigt und den geraubten Schatz, der in einem aus Eichenholz gefertigten Kasten verwahrt wurde, dem Volke zugeteilt. Tatsächlich ist Tetzel am 11. August 1519 in Leipzig eines natürlichen Todes verstorben.

## Mythologie

Holzschnitte von Schmidt-Reindahl
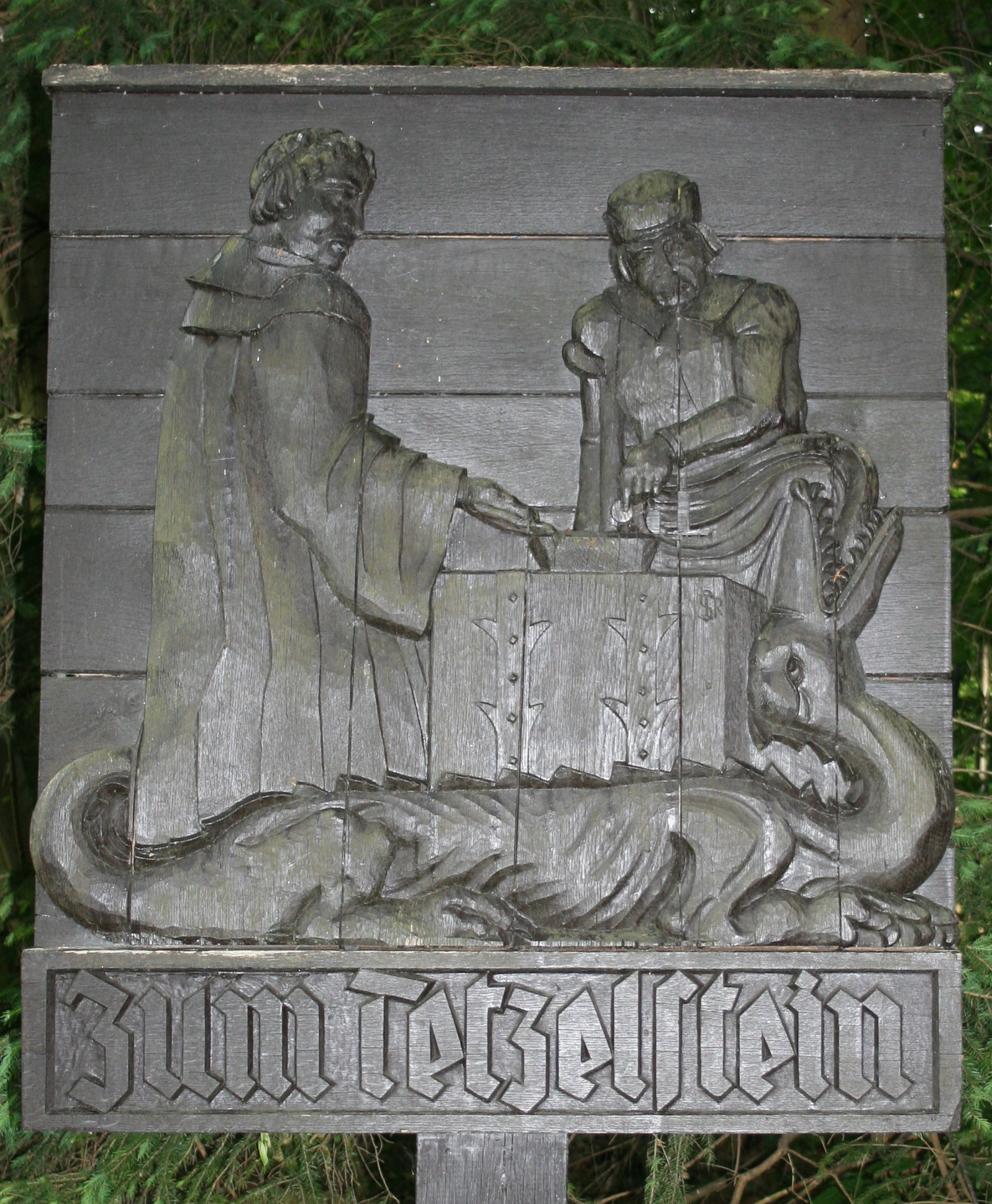
Ablasshandel
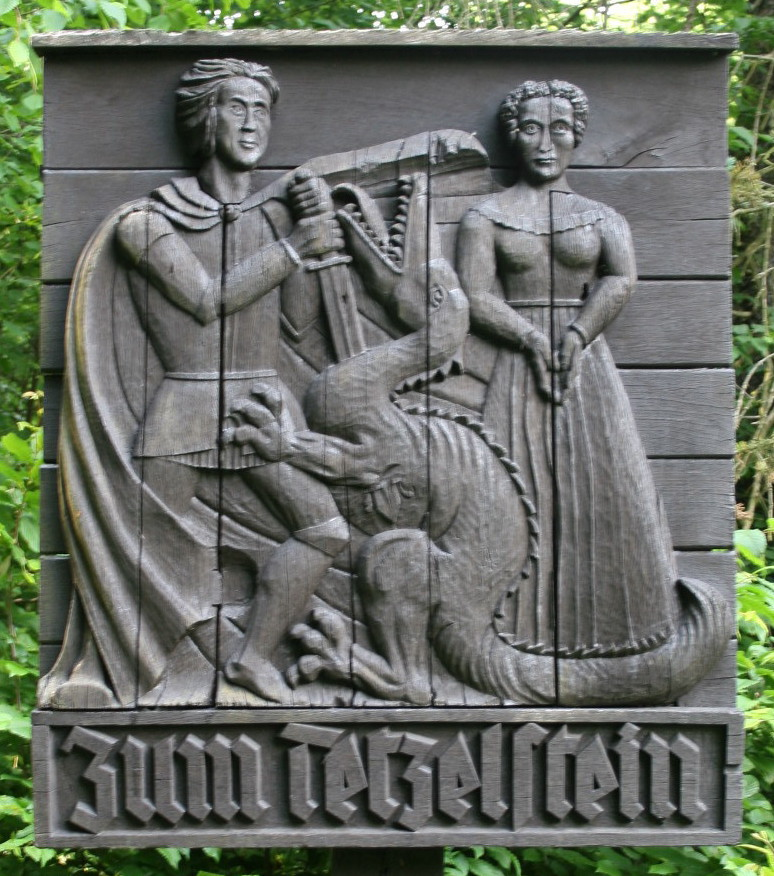
Kampf des Ritters
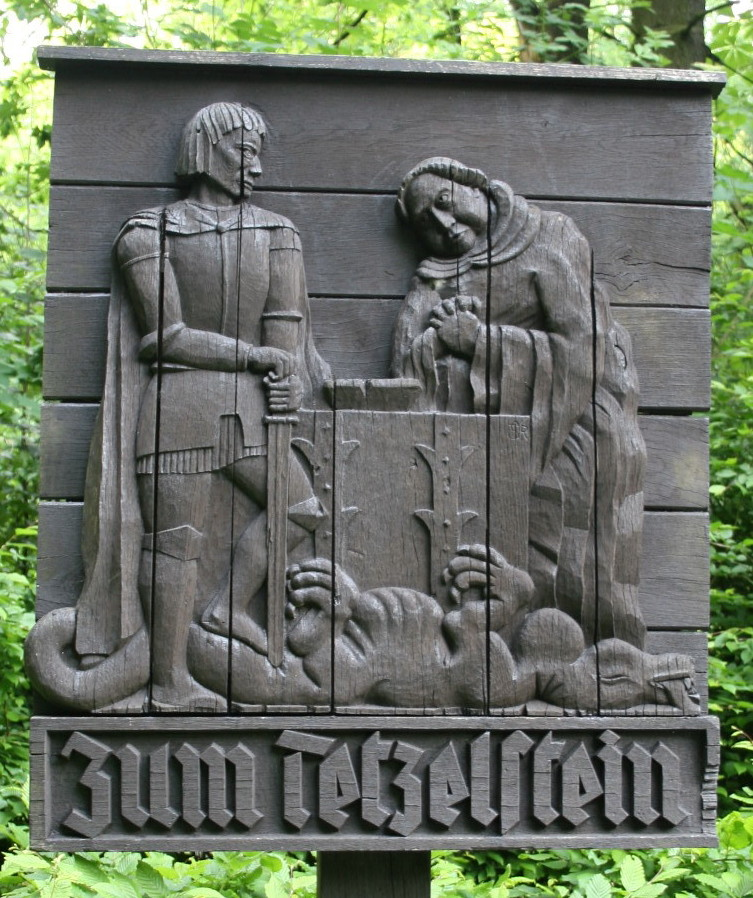
Sieg des Ritters und Ablasshandel

Der Waldlichtung, auf dem der Tetzelstein steht, wurde auch eine mythische Bedeutung zugeschrieben. Danach könnte es sich um einen frühgeschichtlichen Kult- oder Thingplatz gehandelt haben. Diese Annahme konnten die archäologischen Untersuchungen von 1935 nicht bestätigen. Trotzdem soll der Sage nach an diesem Platz ein Ritter als Verkörperung des Lichtes siegreich gegen die Dunkelheit gekämpft haben. Die Dunkelheit wurde als Lindwurm beschrieben. Diese Vision wurde vom Steinmetz Theo Schmidt-Reindahl aus Königslutter 1940 auf den im Umfeld des Tetzelsteins aufgestellten Holztafeln dargestellt.

## Waldgaststätte Tetzelstein

### Erste Versuche 1878
Bereits 1878 gab es erstmals einen Versuch, auf der Waldlichtung des heutigen Tetzelsteins mitten im Elm, ein Gast- und Kurhaus zu errichten. Das Gesuch des Amtszimmermeisters Singelmann aus Schöppenstedt wurde von Forstverwaltung mit der Begründung abgelehnt, „die Wald- und Steinbrucharbeiter könnten zu Trunk- und Zechgelagen Gelegenheit finden“. 1884 wurde der Antrag des Gastwirtes Theodor Plomann aus Schöppenstedt, einen transportablen Kiosk von Mai bis Oktober aufstellen zu dürfen, von der Herzoglichen Kammer genehmigt. Eine Getränkeabgabe an die im Elm tätigen Arbeiter zu Gelagen wurde untersagt.

### Bretterbude von 1884

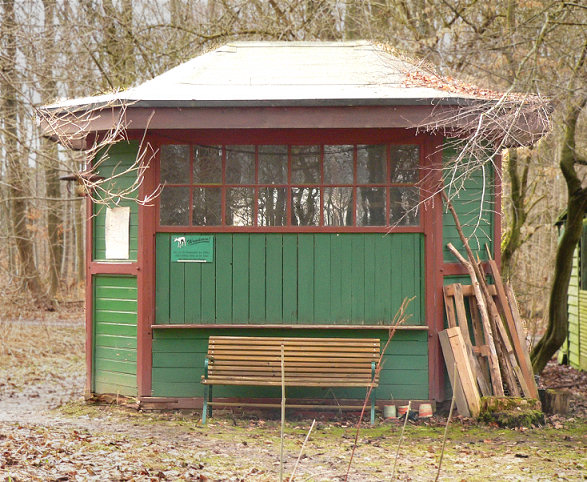
Historischer Kiosk neben dem Tetzelstein

Die Waldgaststätte war anfangs eine „Bretterbude“, an der Bier an die wenigen Touristen ausgeschenkt wurde. Bald errichtete der Gastwirt einen großen Schuppen mit Fenstern und Holzdach, das so genannte „Zelt“. Es bot, mit Gartentischen und Stühlen ausgestattet, den Elmwanderern Unterkunft. 1891 wechselte der Besitz an den Gastwirt Westerwald aus Lichtenberg, der die provisorischen Baulichkeiten erweiterte. Der Antrag auf den Bau eines Gasthauses wurde 1893 abgelehnt, „da es der Herzoglichen Forstverwaltung zuwiderläuft, die Hebung des dortigen Wagenverkehrs zu fördern“. Dem Antrag wurde jedoch ein Jahr später nach Unterstützung durch den Herzoglich Braunschweigischen Forstmeisters Eduard von Schütz (1848–1918) aus der nahegelegenen Försterei Groß Rhode stattgegeben. Er hatte für seine Försterei ein eigenes Interesse an einem Wohnplatz, um menschliche Hilfe in Notfällen zu erreichen.

### Gasthaus im Schweizerstil 1894

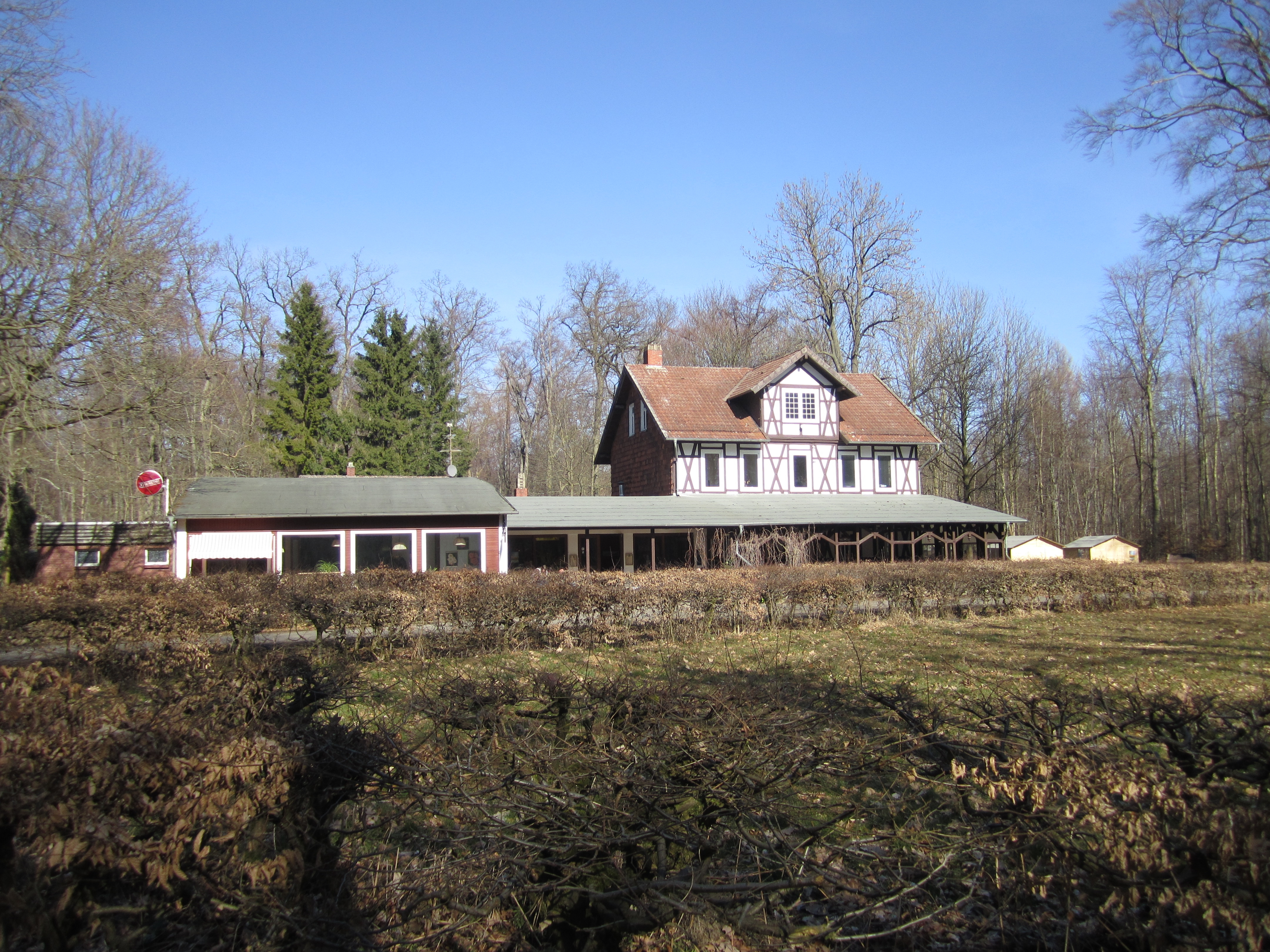
Gasthaus im Schweizerstil

Daraufhin entstand 1894 die heutige Gaststätte im „elegantesten Schweizerstil“ mit einer Glasveranda. Erbaut wurde die Waldgaststätte durch den herzoglichen Baumeister Heinrich Fricke aus Braunschweig. Forstmeister Schütz holte sich aufgrund eines „wahrscheinlichen Notfalls“ täglich ab 18 Uhr in der Gaststätte „menschliche Hilfe“. Zusammen mit Hausdame, Forstaspiranten und Bekannten trank er „auf dem Tetzel“ seinen Dämmerschoppen. Das Grab des Forstmeisters mit einem markanten Grabstein befindet sich heute 200 m vom Tetzelstein entfernt gegenüber dem Parkplatz nahe einem Weg in Richtung Reitling.
1928 erhielt die Gaststättenanlage statt der bisherigen Petroleumlampen elektrische Beleuchtung. 1935 wurde ein 1700 m² großer Parkplatz für 60 bis 70 Fahrzeuge angelegt.
Um 1920 wurde etwa zehn Meter nördlich des Tetzelstein-Denkmals der jetzt hinter der Erläuterungstafel zu findende Kiosk aufgestellt.
Die Waldgaststätte mit Biergarten wurde in den Jahren 2022 und 2023 grundlegend saniert.

## Motorradfahrertreff Tetzelstein
Der Parkplatz am Tetzelstein ist, nicht nur an Sonntagen, ein beliebter Treffpunkt für Motorradfahrer. Der Platz liegt unmittelbar an der Deutschen Ferienroute Alpen–Ostsee.

## Elm-Bergturnfest

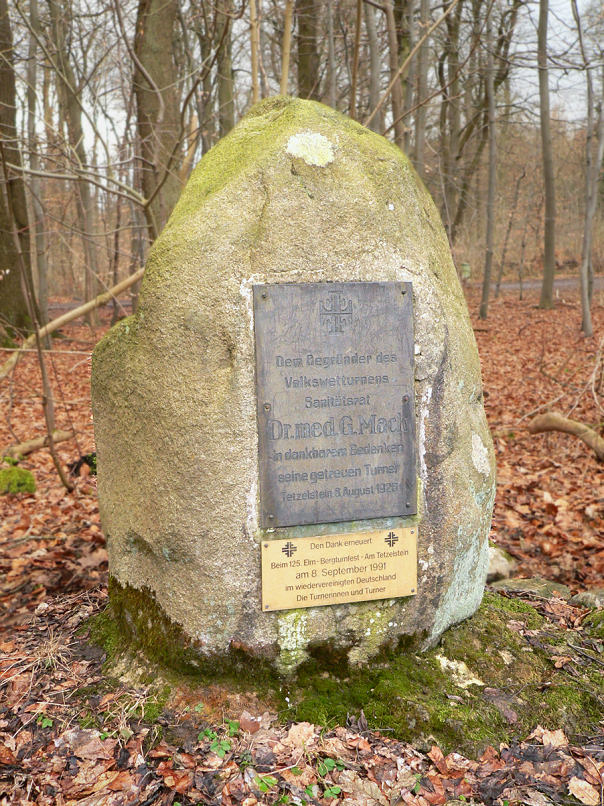
Denkmal für den Begründer des Elm-Bergturnfestes Gustav Mack

1866 wurde das erste des jährlich stattfindenden Elm-Bergturnfestes im Reitlingstal durchgeführt. Ab 1887 wurde als Austragungsort „für alle Zeiten“ der Tetzelstein festgelegt. Es ist nach dem Feldbergfest bei Oberursel im Taunus das zweitälteste Bergturnfest in Deutschland. Dem Begründer Sanitätsrat Gustav Mack wurde 1926 das südlich der Waldlichtung zu findende Denkmal gesetzt.